# Jordan (pierwszy biskup Polski)

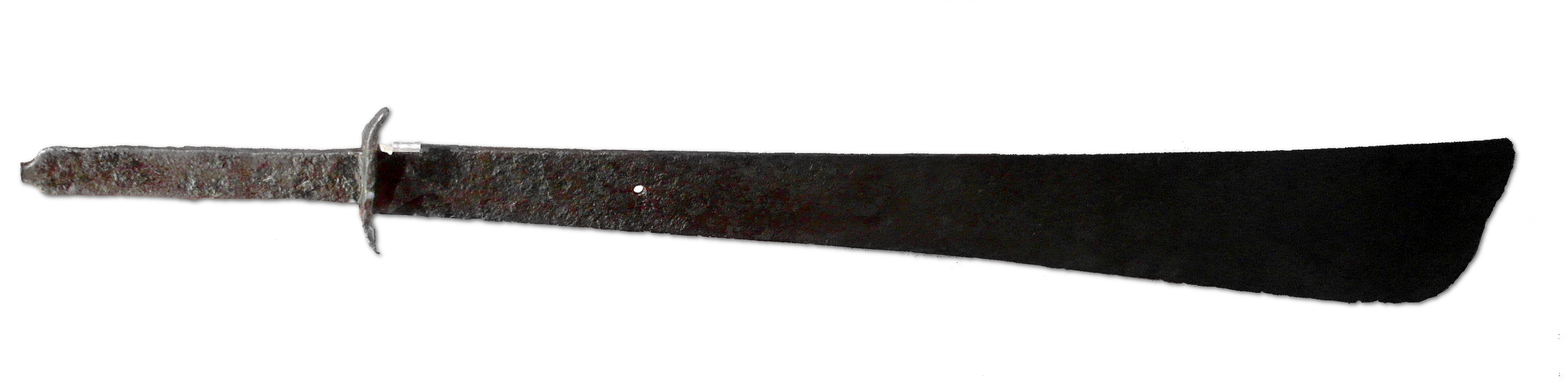
Miecz świętego Piotra ofiarowany biskupowi Jordanowi przez papieża w 968 roku

Jordan (ur. ?, zm. ok. 982/984) – pierwszy biskup Polski.

## Życiorys

### Pochodzenie
Na temat pochodzenia Jordana brak jakichkolwiek bezpośrednich danych. Na podstawie jego imienia można jedynie wnioskować, że pochodził z któregoś z krajów romańskich (Włochy, Lotaryngia lub Francja). Jan Długosz uważał go za rzymianina z rodu Orsini, jednak podanie to nie ma żadnej wartości historycznej. Pewną popularnością w literaturze przedmiotu cieszy się wysunięta przez Władysława Abrahama hipoteza o jego pochodzeniu z diecezji leodyjskiej w Lotaryngii (obecnie Liège w Belgii). Inna hipoteza zakłada, że mógł być Włochem z patriarchatu Akwilei, który obejmował swoją jurysdykcją ludy słowiańskie na północno-zachodnich Bałkanach. Bez względu na narodowość prawdopodobny jest jego związek z diecezją ratyzbońską, której podlegały wówczas Czechy. Najprawdopodobniej należał do zakonu benedyktynów, choć źródła nigdzie wyraźnie tego nie stwierdzają.

### Działalność
Próba rekonstrukcji działalności Jordana jest w dużej mierze oparta na domysłach. Jedyna pisemna relacja Thietmara jest bardzo ogólna: "Ich pierwszy biskup Jordan ciężką miał z nimi [tj. poddanymi Mieszka] pracę, zanim, niezmordowany w wysiłkach, nakłonił ich słowem i czynem do uprawiania winnicy Pańskiej [tj. przyjęcia chrześcijaństwa]"
Niektórzy historycy sądzą, że początkowo był kapłanem towarzyszącym Dobrawie, przybyłej do Polski w 966 roku małżonce Mieszka I, lub też że był biskupem pomocniczym diecezji ratyzbońskiej, której podlegały Czechy, albo mnichem wysłanym do Polski na misję bezpośrednio przez cesarza. Polskie i czeskie roczniki podają zgodnie rok 968 jako datę jego ordynacji, niektórzy historycy uważają jednak, że należy ją przesunąć o rok lub dwa lata wstecz, zwł. że Thietmar zdaje się go łączyć bezpośrednio ze chrztem Mieszka.
Jeśli wierzyć przekazom magdeburskim, w grudniu 968 Jordan był obecny przy intronizacji pierwszego metropolity magdeburskiego Adalberta.
Jordan zmarł ok. 982–984. Jego bezpośrednim następcą został prawdopodobnie Unger, opat klasztoru w Memleben, który jednak objął diecezję dopiero około 992 roku (mniej prawdopodobna hipoteza zakłada, że pomiędzy Jordanem a Ungerem był jeszcze jakiś nieznany z imienia biskup).

## Status prawny
Kronikarz Thietmar z Merseburga twierdził, że Jordan był diecezjalnym biskupem poznańskim i sufraganem metropolii magdeburskiej. Przekaz ten był w XIX i w początkach XX wieku akceptowany przez historyków tak polskich jak i niemieckich, choć już w 1890 Władysław Abraham zwrócił uwagę, że o biskupstwie poznańskim milczą przywileje papieskie dla Magdeburga z lat 968-981, mimo że wymieniają inne sufraganie tej metropolii. Abraham tłumaczył te sprzeczności w ten sposób, że diecezja poznańska nie była jeszcze wówczas zorganizowana na normalnych zasadach, lecz była diecezją misyjną, a podległość biskupa Jordana metropolitom magdeburskim wynikała z ogólnych sformułowań dokumentów papieskich o podleganiu im ziem słowiańskich "za rzekami Łabą i Salą". W 1920 roku niemiecki historyk Paul Fridolin Kehr wykazał jednak, że magdeburska tradycja o podległości Jordana i jego następcy Ungera metropolitom magdeburskim jest oparta na fałszerstwach i dziś nie ma już wątpliwości, że przynajmniej w tej kwestii merseburski kronikarz minął się z prawdą. Rzeczywisty status prawny Jordana jako biskupa jest przedmiotem sporu historyków. Można rozważać kilka hipotez, gdyż żadne ze źródeł sprawy tej nie wyjaśnia:
1. Był tzw. biskupem misyjnym podległym bezpośrednio papieżowi, bez ściśle oznaczonej stałej diecezji,
2. Był biskupem diecezjalnym egzymowanym, tzn. takim, który miał już ściśle ustaloną diecezję, ale nie podlegał żadnemu metropolicie, lecz bezpośrednio papieżowi
3. Był biskupem diecezjalnym podległym arcybiskupom mogunckim[c].

Dominuje jednak pogląd, że był biskupem misyjnym podległym bezpośrednio papieżowi.
Odrębną sprawą jest natomiast siedziba Jordana jako biskupa polskiego. Łączenie Jordana z Poznaniem opiera się w głównej mierze na świadectwie Thietmara. Ponieważ jednak w kwestii podległości metropolitalnej Jordana kronikarz ten minął się z prawdą, również i w tej sprawie jego wiarygodność jest podważana. Najstarsze roczniki mówią jedynie o ordynowaniu Jordana na biskupa Polski, dopiero pod koniec trzynastego wieku jeden z roczników poznańskich precyzuje, że był on biskupem poznańskim (tak twierdził potem także Długosz). Rozpoczęcie wznoszenia pierwszej katedry w Poznaniu jest ostatnio datowane na lata 80. X wieku. Niektórzy jednak wątpią czy można ją łączyć z Jordanem i uważają, że jego siedzibą była główna stolica państwa, czyli Gniezno, względnie, że nie miał stałej siedziby tylko podróżował wraz z dworem książęcym po kraju.
Wydaje się jednak, że przekaz Thietmara, późniejsza tradycja poznańska, wezwanie Katedry poznańskiej (św. Piotra) wskazujące na bezpośrednią łączność kościoła poznańskiego ze Stolicą Piotrową uprawdopodabniają, że to właśnie Poznań był siedzibą Jordana, jeśli nawet nie w sensie formalnym, to przynajmniej użytkowym. Warto też zauważyć, że jak się zdaje, jeszcze w początkach XII wieku tytuł "biskup polski" był używany jako synonim "biskupa poznańskiego".

## Upamiętnienie
Biskupa upamiętnia nazwa mostu łączącego Ostrów Tumski ze Śródką w Poznaniu – Most Biskupa Jordana (otwarty 7 grudnia 2007). Na posadzce poznańskiej katedry w nawie głównej znajduje się płyta epitafijna z brązu.
W starokatolickiej wspólnocie Reformowanego Kościoła Katolickiego w Polsce, biskup Jordan uznany jest za świętego apostoła Polski, a jego wspomnienie obchodzone jest 2 czerwca.